# Ödön von Horváth
Ödön von Horváth, eredeti nevén Edmund Josef von Horváth (Fiume, 1901. december 9. – Párizs, 1938. június 1.) osztrák-magyar drámaíró, elbeszélő.

## Élete
A szlavóniai horvát származású osztrák-magyar diplomata, dr. Ödön Josef von Horváth és Maria Hermine Prehnal fiaként született, Fiume mellett. 1902-ben a család Belgrádba, majd 1908-ban Budapestre költözött, ahol általános iskolában, majd az Érseki Katolikus Gimnáziumban tanult. A gyermeket házitanító is oktatta a magyar nyelvre. 1913-ban követte apját Münchenbe, ekkor tanult meg németül is.
1923 után már íróként dolgozott Berlinben és a bajorországi Murnau am Staffelsee-ben. Az 1933 és 1938 között zajló náci megtorlások hatására 1938 márciusában Bécsből – Budapesten és Fiumén keresztül – Párizsba emigrált.
Darabjait a bécsi színház hagyományainak követőjeként írta. Radikális szociálkritikát gyakorolt, és főleg a nők mint áldozatok szerepe tartozott fő témái közé. Kései regényeiben (Jugend ohne Gott [1937] és Ein Kind unserer Zeit [1938]) a fasizmus témáját dolgozta fel.
Közeli barátságban állt Egon Friedell híres színész-történésszel, aki öngyilkossága előtt pár nappal levelében azt írta Horváthnak: „Bármikor kész vagyok távozni. Minden értelemben.”
Párizsban halt meg 1938-ban, a Champs-Élysées-n egy viharban rázuhanó faágtól szenvedett halálos balesetet. A párizsi Saint-Ouen temetőben temették el, majd 1988-ban, halálának 50. évfordulóján, hamvait Bécsbe vitték és a Heiligenstädter Friedhof temetőben helyezték el.

## Munkássága

### Színházi darabok
- Das Buch der Tänze, 1920
- Mord in der Mohrengasse, 1923
- Zur schönen Aussicht, 1926
- Die Bergbahn, 1926, más címen Revolte auf Côte 3018
- Sladek der schwarze Reichswehrmann, 1929
- Rund um den Kongreß, 1929
- Italienische Nacht, 1931
- Geschichten aus dem Wiener Wald, 1931
- Glaube Liebe Hoffnung, 1932
- Kasimir und Karoline, 1932
- Die Unbekannte aus der Seine, 1933
- Hin und her, 1934
- Don Juan kommt aus dem Krieg, 1936
- Figaro läßt sich scheiden, 1936
- Pompeji. Komödie eines Erdbebens, 1937
- Ein Dorf ohne Männer, 1937
- Himmelwärts, 1937
- Der jüngste Tag, 1937

### Regények
- Sechsunddreißig Stunden, 1929
- Der ewige Spießer, 1930
- Jugend ohne Gott, 1937
- Ein Kind unserer Zeit, 1938

### Egyéb prózák
- Sportmärchen, 1924–1926
- Interview, 1932
- Gebrauchsanweisung, 1932

## Magyarul megjelent művei
- Az örök kispolgár. Regény; ford. Thurzó Gábor; Gondolat, Bp., 1974
- Drámák; ford. Gáli József et al., vál., utószó Walkó György; Európa, Bp., 1976
- Hogy lettem én néger; ford. Kerényi Grácia; Magvető, Bp., 1984 (Rakéta Regénytár)
- Mesél a bécsi erdő. Színmű két részben; ford. Keszég László, Perczel Enikő; Nemzeti Színház, Bp., 2007 (Nemzeti Színház színműtár)
- Istentelen ifjúság; ford. Kerényi Grácia; Helikon, Bp., 2013
- Korunk gyermeke; ford. Kornya István; Helikon, Bp., 2013

## Díjai
- 1931 Kleist-díj